# Unterammersricht
Unterammersricht ist ein in der Oberpfalz gelegenes Pfarrdorf, das ein Gemeindeteil von Amberg ist.

## Lage
Der Ort befindet sich in der Region Oberpfälzer Jura und liegt in der nach der ehemaligen Gemeinde Ammersricht benannten Gemarkung. Unterammersricht selbst ist einer von 23 Ortsteilen der kreisfreien Stadt Amberg. Das Dorf liegt drei Kilometer nördlich der Ortsmitte der Kernstadt und Sulzbach-Rosenberg ist neun Kilometer entfernt.

## Verkehr
Die Bundesstraße 299 verläuft einen halben Kilometer westlich des Ortes und die Staatsstraße 2238 600 Meter nördlich davon. Der Ortsteil ist an den öffentlichen Personennahverkehr der Stadt Amberg mit der Citybus-Linie 402 angebunden. Unterammersricht liegt entlang der Bahnstrecke Amberg–Schnaittenbach, die seit 1996 ausschließlich dem Kaolintransport dient.

## Kultur und Sehenswürdigkeiten

### Bauwerke
Mit der Kapelle St. Ursula gibt es ein denkmalgeschütztes Bauwerk im Ortsbereich.
Zudem besitzt das Dorf mit der Pfarrkirche St. Konrad aus dem Jahr 1964 einen weiteren kirchlichen Bau, der allerdings nicht denkmalgeschützt ist.